# Championnat de Tunisie masculin de volley-ball 1963-1964
Navigation
Saison précédente Saison suivante
Le championnat de Tunisie masculin de volley-ball 1963-1964 est disputé par huit clubs. Il coïncide avec l'émergence de l'Espérance sportive de Tunis comme un grand compétiteur de ce sport. Dirigée par l'entraîneur-joueur Hassine Belkhouja et le manager Mustapha Mazigh, et constituée d'une pléiade de volleyeurs à l'instar de Moncef Guellaty, Albert Allouche, Fethi Caïd Essebsi, Mustapha Annabi, Moncef Haddad, Rafik El Kamil, Kamel Mamlouk et Fethi Sanchou, elle survole le championnat et la coupe de Tunisie.
Cette saison correspond aussi à l'apogée du volley-ball en Tunisie avec 74 clubs engagés dans les différentes compétitions. 

## Division nationale
Le classement final est le suivant :
| Rang | Équipe                                          | Points | Matchs | Victoires | Défaites | Forfaits ou pénalités | Sets pour | Sets contre |
| 1    | Espérance sportive de Tunis                     | 28     | 14     | 14        | 0        | 0                     | 42        | 7           |
| 2    | Club sportif goulettois                         | 26     | 14     | 12        | 2        | 0                     | 37        | 10          |
| 3    | Avenir sportif de La Marsa                      | 22     | 14     | 8         | 6        | 0                     | 31        | 27          |
| 4    | Association sportive de Montfleury              | 21     | 14     | 8         | 5        | 1                     | 28        | 26          |
| 5    | Club sportif des cheminots                      | 19     | 14     | 6         | 7        | 1                     | 24        | 30          |
| 6    | Saydia Sports                                   | 19     | 14     | 5         | 9        | 0                     | 25        | 32          |
| 7    | Club sportif des municipaux et sapeurs pompiers | 16     | 14     | 2         | 12       | 0                     | 10        | 38          |
| 8    | Union culturelle de Sfax                        | 15     | 14     | 1         | 13       | 0                     | 13        | 40          |

## Division 2
66 équipes participent au championnat de division 2 organisé au niveau régional en dix poules pour qualifier six clubs aux barrages nationaux.

### Tunis et Nord
18 clubs sont répartis en trois poules. Les trois champions de poules sont : 
- Zitouna Sports
- Avant-garde de Tunis
- Al Mansoura Chaâbia de Hammam Lif

Ils disputent un tournoi qualificatif qui permet à la Zitouna Sports et à Al Mansoura Chaâbia de Hammam Lif de passer aux barrages nationaux.

### Cap Bon
Le Club olympique de Kélibia se qualifie aux dépens du Stade nabeulien, de Grombalia Sports, de l'Espoir sportif de Menzel Temime et d'Om Dhouil Sports.

### Centre
Quinze clubs disputent la compétition régionale en deux poules et c'est l'Étoile sportive du Sahel qui se qualifie aux barrages nationaux.

### Nord-Ouest
Seize clubs sont répartis en deux poules. La qualification revient à l'Association sportive de Souk El Arbâa.

### Sud
Le Stade gabésien, représentant du Sud-Est et vainqueur du champion de la poule de Sfax, est qualifié.

### Barrages nationaux
Les deux premiers accèdent en division nationale. Le classement final est le suivant :
- 1er : Zitouna Sports (8 points)
- 2e : Club olympique de Kélibia (7 points)
- 3e : Association sportive de Souk El Arbâa (6 points)
- 4e : Al Mansoura Chaâbia de Hammam Lif (3 points)
- 5e : Étoile sportive du Sahel (2 points)
- 6e : Stade gabésien (forfait général)